# Erik-jansarna
Erik-jansarna var en kristen sekt under ledning av Erik Jansson från Biskopskulla socken.
I början av 1840-talet hade han fått vissa anhängare. 1844 flyttade Jansson med sin familj till Forsa i Hälsingland, och bildade där ett samfund. Rörelsen hade en separatistisk profil redan från början. Jansson ansåg att läsandet av bibeln ledde till syndabefrielse, varför inget ytterligare dop eller konfirmation behövdes. Nattvard behövdes inte heller. 
År 1844 hade Jansson börjat betrakta sig som Guds profet och ofelbar. Han ansåg också att läsandet av andra religiösa skrifter än bibeln var hädiskt. Bokbål anordnades den 11 juni 1844 i Tranberg i Alfta. Jansson förbjöd även sina medlemmar att besöka andra religiösa möten
Efter att flera gånger fängslats började rörelsen planera att emigrera. December 1845 anlände en första scout till New York. 1846 följde Erik Jansson och ytterligare några anhängare efter och bosatte sig i Illinois. Där byggde de upp kolonin Bishop Hill, som fick sitt namn efter Erik Janssons födelsesocken Biskopskulla.
Missväxt drabbade mellansverige åren 1844 och 1845. Detta bidrog till att många tog steget att följa rörelsen till Amerika. Elva skepp av olika storlekar avgick från Gävle, Söderhamn och Stockholm med kolonister. Alla kom inte fram. Skeppet Betty Catharina som lämnade Söderhamn den 8 augusti 1846, förliste med 65 man ombord. Man tror att det hände utanför New Foundland.
Hösten 1846 ankom 300 kolonister till Bishop Hill. Våren 1847 anlände ytterligare 400. Nya tillskott av kolonister anlände 1850 och 1854.
De flesta emigranterna kom från Hälsingland, men en stor grupp kom från Nora socken i Norduppland. Andra kom från Gästrikland, Dalarna och en mindre del från Erik Janssons hemtrakter i sydvästra Uppland.
Allt ägande i kolonin var kollektivt. Den första tiden blev mycket svår. Svält och sjukdomar drabbade kolonin hårt, men efter några år hade man kommit så långt i uppbyggnaden att saker började stabilisera sig.
Erik Jansson mördades år 1850, vilket innebar slutet på den brinnande väckelse som existerat under den första tiden. Jonas Olsson från Söderala tog över som kolonins ledare (1850-1853), men under den tiden var ledarskapet informellt.
1853 formaliserades kollektivets regler, och en styrelse med sju styresmän valdes som ledare för kolonin. Entusiasmen i rörelsen hade dock försvunnit. 1860 beslutades, efter lågkonjunkturår som drabbat kolonin hårt, att det kollektiva ägandet skulle upplösas.
1864 bildades en metodistförsamling inom kolonin av före detta Erik-Jansare. En församling av Erik-Jansare fanns dock kvar i kolonin fram till början av 1900-talet.
Man hade nära kontakter med kringliggande shakersamhällen, och när kolonin började försvagas flyttade många över till dessa samhällen. Man tillämpade dock aldrig celibat som dessa samhällen.